# 寿春三叛
寿春三叛（じゅしゅんさんぱん）、または淮南三叛は、三国時代魏の後期、司馬氏が権力を奪取して専制するに及び、軍事的に重要な都市である寿春の司令官が、3度にわたって司馬氏に対して反乱を起こしたことをいう。この3度の反乱は、王淩の乱（251年4月）、毌丘倹・文欽の乱（255年正月）、諸葛誕の乱（257年5月〜258年2月）に分けられる。3度の反乱は、いずれも司馬氏によって平定された。

## 経過

### 王淩の乱
249年、司馬懿は、高平陵の変を起こし、曹爽は一族を滅ぼされ、司馬懿が魏の大権を掌握し、寿春の王淩は、太尉に昇進した。王淩と、外甥の兗州刺史の令狐愚は、魏帝曹芳が年少であって政権を担当できないがゆえに、権力が司馬懿の手にわたるのを目にし、曹芳を廃し、楚王曹彪を擁立しようと考えた。令狐愚は、武将の張式を派遣して曹彪と通じさせたが、実行に移すことができないまま、令狐愚は、病死した。
251年、王淩は、呉が涂水で軍事行動を起こしているのを目にしたことから、朝廷に上奏して呉を討伐することの許可を求め、この機に乗じて司馬懿に対する反乱の兵を起こすことを企図した。これが王淩の乱である。しかし、王淩の上奏に対して、朝廷からの回答は得られなかった。王淩は、武将の楊弘を派遣して、新任の兗州刺史の黄華に対して皇帝の廃位の計画を伝達し、その支持を得ようとしたが、楊弘と黄華は、この計画を司馬懿に対して告発し、司馬懿は、軍勢を率いて王淩を討伐した。王淩は、司馬懿の敵ではないことを認識しており、司馬懿もまた、討伐軍を出発させる際にまず王淩の罪を赦免することとしたため、王淩は降伏し、司馬懿もこれを受け入れた。しかし、後に、王淩は、自らの死が確実であることを悟り、洛陽に押送される途中で自殺した。王淩・令狐愚らは、三族が誅殺され、曹彪もまた、死を賜った。

### 毌丘倹・文欽の乱

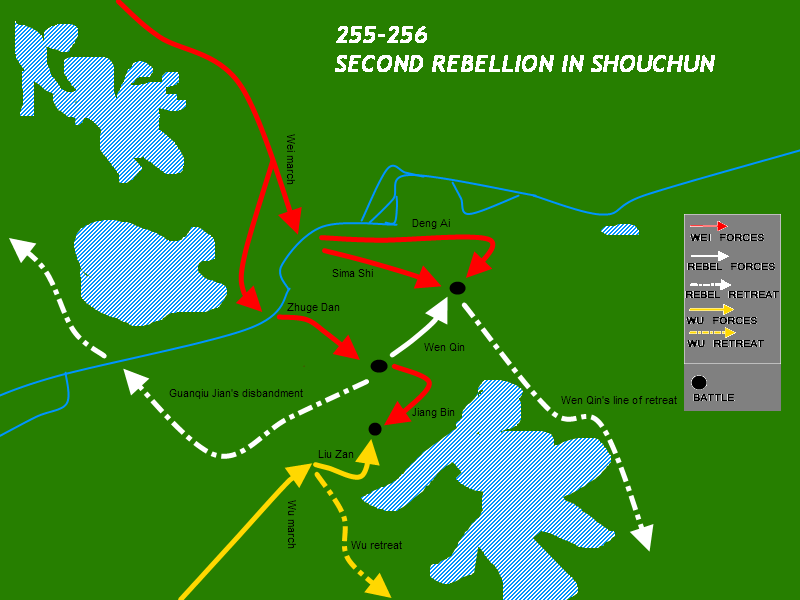

司馬懿の死後、その子の司馬師が後を継ぎ、権力を掌握した。254年、中書令の李豊・太常の夏侯玄・国丈（曹芳の皇后の父）・西郷侯張緝らは、司馬師を打倒することを企図したが、計画が露見し、李豊・夏侯玄・張緝らは、全て殺害された。李豊らが殺害されたことに対して曹芳が動揺したため、司馬師は、不満を生じた。その結果、司馬師は、数か月後に、曹芳を廃位して、曹髦を即位させた。李豊らの誅殺と、曹芳の廃位は、寿春に駐留していた鎮東将軍の毌丘倹と揚州刺史の文欽を甚だ不安にさせ、かれらも連座することになるのではないかと恐れた。そのため、毌丘倹の子の毌丘甸は、挙兵して曹氏の朝廷を守護することを勧め、毌丘倹と文欽は、司馬師に対して反旗を翻さなければならないと決心した。
255年正月乙丑日（2月5日）、毌丘倹と文欽は、司馬師を討伐するため寿春で挙兵し、項城に進軍した。これが毌丘倹・文欽の乱である。呉は、毌丘倹の反乱を知った後、丞相の孫峻に、呂拠と留賛ともに兵を率いて寿春に向かわせ、毌丘倹を支援させた。司馬師は、自ら討伐軍の兵を率いるとともに、荊州刺史の王基を派遣して反乱軍に対抗させ、先行して南頓を占領させた。その後、諸葛誕・胡遵及び鄧艾は、兵を率いて司馬師と合流した。司馬師は、攻撃しないよう諸軍に対して命令しており、毌丘倹と文欽は進攻できず、また、撤退時に寿春を襲撃されることを恐れた。軍中の淮南の将兵の家族が北方にあったため、将兵の心は崩壊してしまい、ただ、新たに帰属した農民のみが命令に従っていた。この時、鄧艾は楽嘉に駐屯しており、毌丘倹は、鄧艾の兵が弱小であると見るや、文欽を派遣して鄧艾を攻撃させた。しかし、文欽が到着すると、司馬師が大軍を率いて到来したことがわかり、その結果、文欽は撤退した。司馬師は、左長史の司馬班を派遣して追撃させた。文欽は敗走し、文欽の子の文鴦が奮戦してようやく退却することができた。この時、殿中人の尹大目は、文欽を追って降伏を勧めたが、文欽に拒絶された。毌丘倹は、文欽が敗退し、夜陰に乗じて逃走したことを知った。その他の軍勢は崩壊し、毌丘倹は、慎県に逃れ、平民の張属に射殺された。毌丘倹の首は、洛陽に送られた。文欽が項城に戻ったころ、大軍は崩壊し、寿春もまた諸葛誕に占領されており、文欽は、呉に逃亡した。孫峻が東興に到着した時、諸葛誕が寿春を占領したことを知ったので、退却した。諸葛誕は、部将の蔣班を派遣して追撃し、病気で病んでいた留賛を斬殺した。また別に呉を追撃していた曹珍は丁奉・呂拠と戦って敗北した。

### 諸葛誕の乱
毌丘倹・文欽の乱が平定された後まもなく、司馬師が病死し、弟の司馬昭が権力を掌握した。征東大将軍の諸葛誕は、親友の夏侯玄と会い、以前、寿春で反乱を起こした王淩と毌丘倹が相次いで誅殺されたため、非常に不安であると伝えた。諸葛誕は、一方で淮南において人心を籠絡し、一方で決死の士を養い、防衛した。司馬昭は、曹氏の朝廷を支持する勢力を根絶するために、賈充の言に従って叛意が疑われる諸葛誕に対し、彼を召し出して入朝させ、名誉職の司空に任じようとした。諸葛誕は詔書を受領すると恐懼し、入朝するや斬殺されるのではないかと恐れた。その結果、諸葛誕は、揚州刺史の楽綝を殺害し、寿春を防衛し、司馬昭に反抗して挙兵した。また、長史の呉綱を派遣して、諸葛誕の子の諸葛靚や将士の子弟を帯同させ、呉の人質として、援軍を要請した。これが諸葛誕の乱である。
司馬昭は、26万の兵を率いて諸葛誕を討伐し、丘頭に駐屯した。また、鎮東将軍の王基と安東将軍の陳騫を派遣して寿春を包囲し、石苞・胡質・州泰を派遣して、呉の兵に抵抗させ、荊州刺史の魯芝もまた、文武の将兵を率いて参戦した。驃騎将軍の王昶は、兵を率いて硤石を守り、江陵に圧力をかけたため、守将の施績・全煕らは、寿春の諸葛誕を支援することができなかった。呉の援軍である文欽・唐咨・全懌らは、包囲に乗じて寿春城に突入しなかった。しかし、その後、王基が堅固な包囲を築いたため、文欽らは、数回にわたって包囲に突撃したが、破ることができなかった。同時に、呉の将の朱異は、軍を率いて寿春の西南にある安豊に駐屯し、外援としたが、兗州刺史の州泰に撃破された。孫綝は、軍を鑊里の境に駐屯させ、朱異を派遣して、丁奉・黎斐らを率いて再び寿春に赴いて包囲を解いた。この戦いで陸抗は魏の偏将軍や牙門将軍を撃退し、丁奉は積極的に攻め入って功績を上げたが、石苞と州泰を前に呉軍は敗退した。また泰山太守の胡烈は、奇兵を出して、呉軍の糧秣を燃やした。朱異は、糧秣が失われたため、再度進攻することを拒絶した。孫綝は大いに怒り、朱異を斬殺したが、再び戦う力はなく、建業への退却を余儀なくされた。包囲された寿春は、援軍を長期間待たず、諸葛誕の部将の蔣班と焦彝は、諸葛誕が主力を率いて包囲を突破するよう説得し、寿春を防衛すべきではないと進言した。しかし、文欽は、呉の援軍が必ず到来すると考え、諸葛誕に対し、固守するよう勧めた。諸葛誕は、蔣班の進言を聞かず、さらに、蔣班と焦彝を殺害しようと考えた。そのため、二人は、城を出て討伐軍に降伏した。その後、司馬昭は、鍾会の計略を受け入れ、降伏したばかりの全輝（全禕）と全儀による降伏を誘う書簡を偽造し、二人が信頼する将士を派遣して、呉の将の全懌・全端らに書簡を渡した。全懌らは、書簡を受け取った後、軍勢を率いて討伐軍に降伏し、寿春の城民を大いに驚かせた。
257年正月壬寅日（3月3日）、諸葛誕は、文欽・唐咨らと包囲を突破したが失敗し、多数の者が死傷して横たわり、城内に撤退するしかない状態であった。城内の食糧は、すでに枯渇しており、数万人が降伏した。文欽もまた、城内の北方人を全て駆逐しようとしたが、わずかに呉の兵が防衛して糧秣を減少させるだけであった。諸葛誕は、進言を聞かず、文欽を憎んで殺害した。文欽の子の文鴦と文虎は、司馬昭に投降した。文鴦らが封賞されたことによって、寿春の兵民は戦意を喪失した。司馬昭は、2月、ついに寿春を攻略し、諸葛誕の兵は、敗れて城を出て逃亡し、胡奮配下の兵に殺害された。呉の将の于詮もまた、力戦して死亡した。唐咨と王祚は、投降した。

## 影響
この3度の反乱の失敗によって、司馬氏は、魏の皇帝を擁護する勢力を根絶することに成功した。その後、朝廷では、皇帝を支持する実力者がほとんど存在せず、士大夫は、次々と司馬氏を擁護し、司馬昭は、皇位簒奪へ向かって成功を収めた。260年に発生した甘露の変において、曹髦は、司馬氏によるコントロールを甘受できず、臣を率いて司馬昭に反抗し、ついに、司馬昭・賈充・成済によって殺害された。265年、司馬昭の死後まもなく、子の司馬炎は、魏を簒奪して皇帝に即位し、西晋を開き、魏は滅亡した。

## 参照
- 三国志
- 高平陵の変